# Dryudella stigma
Dryudella stigma är en stekelart som först beskrevs av Georg Wolfgang Franz Panzer 1809.  Dryudella stigma ingår i släktet Dryudella, och familjen Crabronidae.
Enligt den finländska rödlistan är arten nära hotad i Finland. Enligt den svenska rödlistan var arten 2010 nära hotad i Sverige. I rödlistan för 2015 har D. stigma omvärderats till livskraftig. Arten förekommer i Götaland, Gotland, Öland, Svealand och Övre Norrland. Artens livsmiljö är sandstränder vid Östersjön.